# КС (серія будинків)
КС — серія цегляних 10-поверхових багатоквартирних будинків, розроблена Київпроєктом. Будинки за проєктом будувалися у Києві в 1991–2003.

## Опис
Секція шириною 8 кроків. Фасади рядових секцій симетричні, з парадної фасади 4 кроки утворюють ризаліт, і балькони з ребрами і скошеними кутами. З дворової фасади ризаліт завширшки 6 кроків, а між бальконами вікна сходової клітини шириною 2 кроки. Вікна сходів квадратні, праворуч розташовані над міжповерховими майданчиками. Висота поверху 2,8 м.
В секції 40 помешкань. 1-кімнатні мають площу 19 житлову і 35 м² загальну, 2-кімнатні – 30/50, 3-кімнатні – 41/63, 4-кімнатні – 51/77. Кімнати від 9,9 до 19,1 м², кухня 7,4—9,0, ванна 2,3—3,5 м2, туалет 1,2—1,5, передпокій 2,4—15,65.

## Світлини

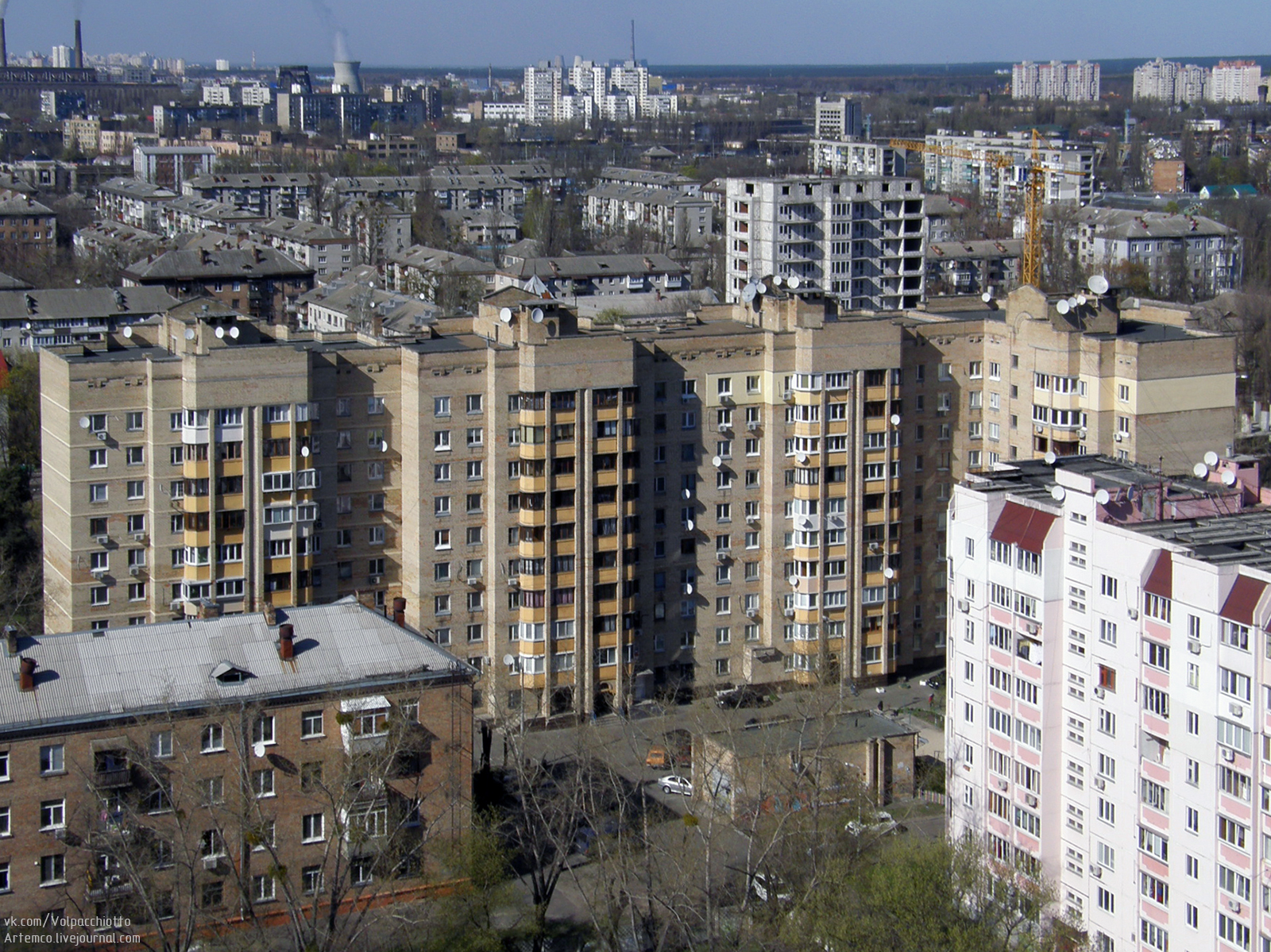
Нова Дарниця, вул. Новодарницька, 6 – 1996 р.
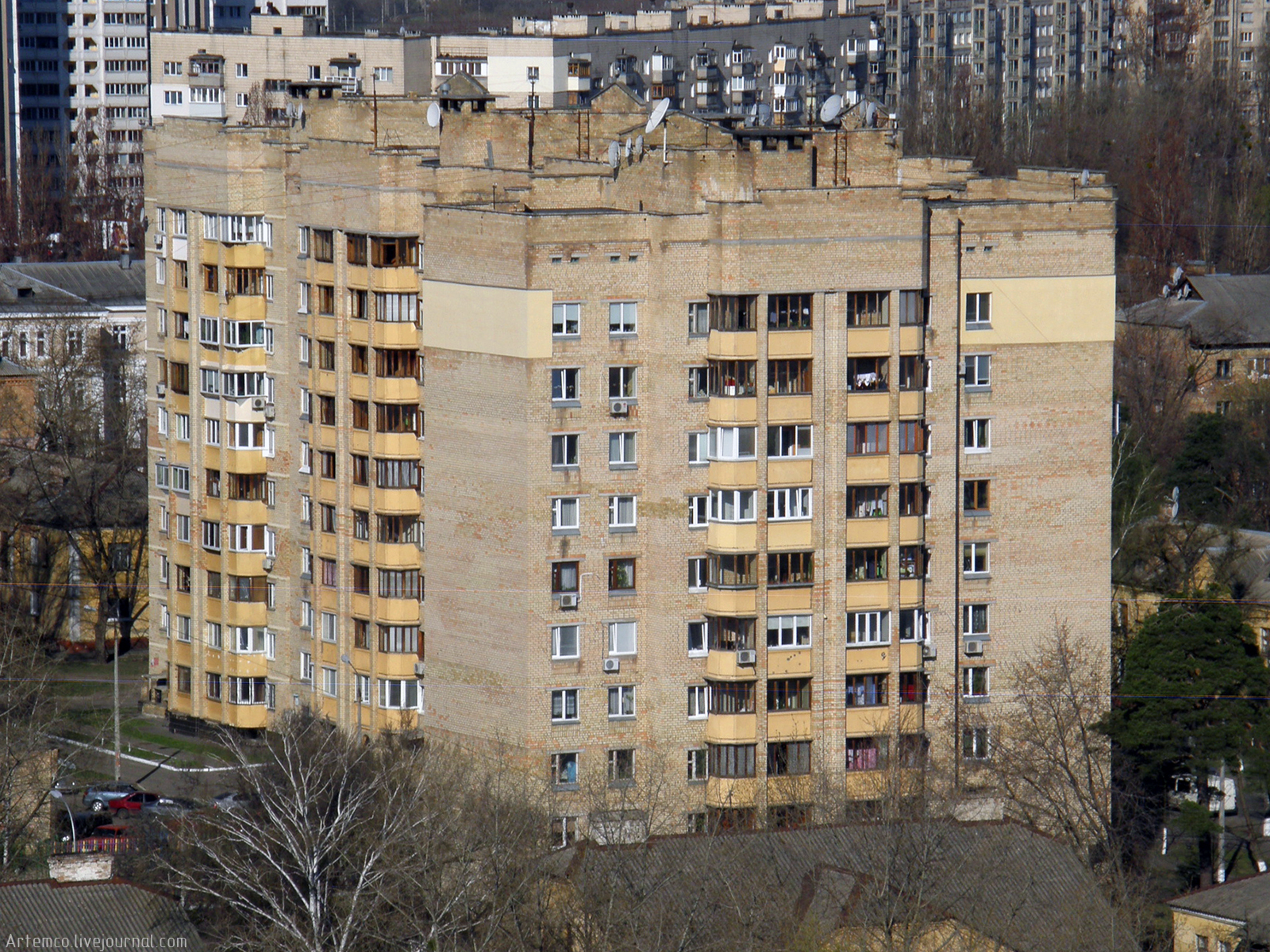
Нова Дарниця, вул. Новодарницька, 6 – 1996 р.
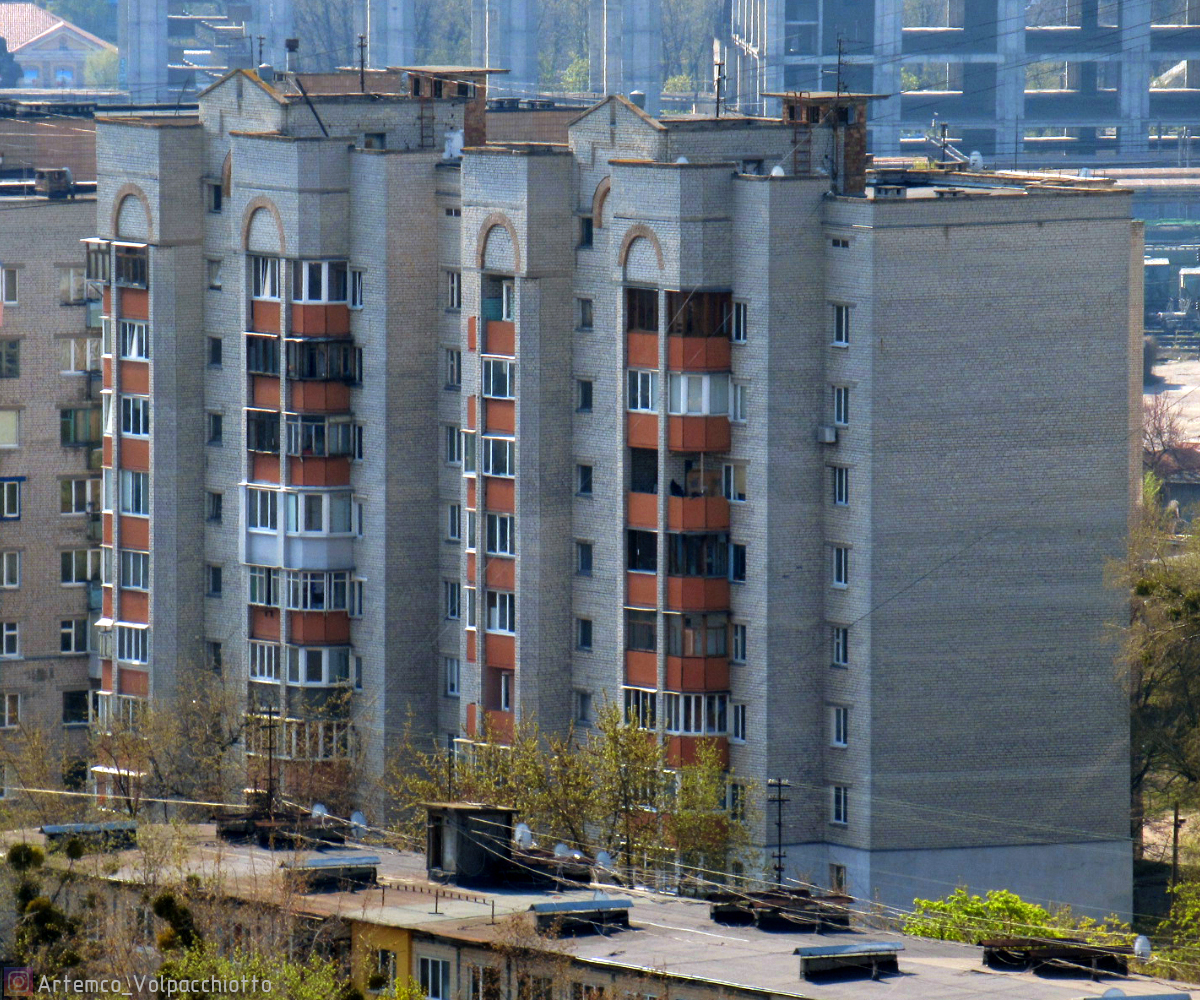
Стара Дарниця, вул. Кастуся Калиновського, 3
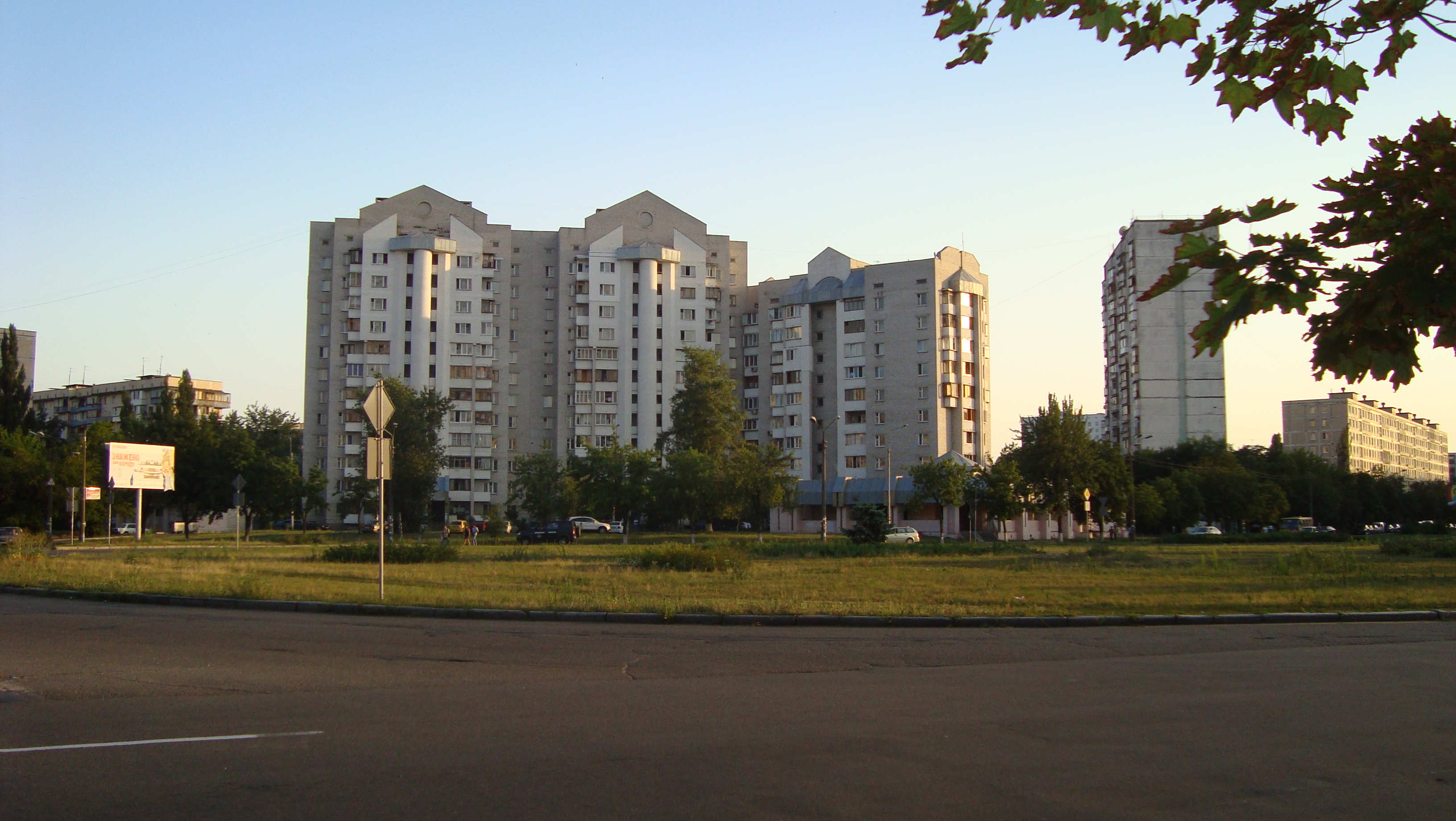
Лісовий, вул. Шолом-Алейхема, 10, 2008 р. — з 12-поверховими секціями

## Джерело
- КС Проєкти та планування | my-Realty - Портал київської нерухомості